# Candelariales
Candelariales é uma ordem de fungos da classe Lecanoromycetes. Trata-se de um táxon monotípico, contendo uma única família, Candelariaceae.